# سیارک ۱۹۳۴۹
سیارک ۱۹۳۴۹ (به انگلیسی: 19349 Denjoy، نامگذاری:1997CF22) نوزده هزار و سیصد و چهل و نهمین سیارک کشف شده‌است که در ۱۳ فوریه ۱۹۹۷ کشف شد.
قدر مطلق سیارک برابر ۱۴٫۰۰ است.